# Formalismo (arte)
Na teoria da arte, o formalismo é a crença em que os valores estéticos podem, sustentar-se por si mesmos e que o juízo da arte pode ser isolado de outras considerações tais como as éticas e sociais. Dá-se preponderância às qualidades puramente formais ou abstratas da obra; ou seja, por exemplo, aqueles elementos visuais que lhe dão figura: a forma, a composição, as cores ou a estrutura.
Na estética contemporânea vemos os seus antecedentes na filosofia kantiana, na Crítica da Razão. Hoje em dia Clement Greenberg defende-a. Como exemplo cita-se Jackson Pollock e o seu expressionismo abstrato.
O Formalismo é uma teoria abstrata que teve seus conceitos formulada na década de 60, cujos antecedentes remontam ao início da vanguarda do século XX. É um movimento que rejeita o espiritismo de artistas como Malevich e Kandinsky.
O formalismo inclui obras de diferentes tendências e trabalha o conceito do olhar e o resultado da experiência visual e estética. Sua característica fundamental é a austeridade, que passa além dos valores geométricos, combinando a forma e conteúdo. Suas obras têm um ar tecnológico e impessoal, sem a presença marcante da mão do artista.
Autores como Dan Flavin, Robert Morris e Richard Serra, são nomes fortes da teoria